# Triregia monstrosa
Triregia monstrosa is een hooiwagen uit de familie Triaenonychidae. De originele naamcombinatie (protoniem) is Triregia monstrosa Forster, 1948. De wetenschappelijke naam van de soort is voor het eerst geldig gepubliceerd in 1948 door Raymond Robert Forster.